# Rubus arcticus (stipendium)
Rubus arcticus är Region Norrbottens konst- och kulturstipendium.
Stipendiet är ett utvecklingsstipendium och har delats ut årligen sedan 1995 till yrkesverksam kulturskapare som tillför länet betydelsefulla kunskaper. Totalt 400 000 kronor fördelas på fyra stipendier.
Region Norrbotten delar också årligen ut ett heders- och förtjänststipendium på 50 000 kronor till en kulturskapare med anknytning till länet som gjort betydelsefulla insatser av hög kvalitet samt ett idrottsstipendium och idrottsledarstipendium på 50 000 respektive 30 000 kronor.
Rubus arcticus är det latinska namnet för åkerbär, Norrbottens landskapsblomma.

## Stipendiater i urval
- Våren 1995: filmaren Paul-Anders Simma, filmaren Gunilla G Bresky, dramatikern Håkan Rudehill och dansaren Marika Sandström
- Hösten 1995: Författaren Bengt Pohjanen, bildkonstnären Eva-Stina Sandling, journalisten Ingela Nilsson, dansaren Osnát Opatowsky-Wahlberg
- Våren 1996: Journalisten Boris Ersson, dansaren Eva Hammond, musikdramatikern Erik Norberg och konsthantverkaren Erik Fankki
- Hösten 1996: Konstnären Eva Källman, filmaren Dan Lundström, dansaren Charlotta Ruth och musikern Jan Ferm
- Våren 1997: Filmaren Anna Pontén, musikern Svante Lindqvist, författaren Torbjörn Säfve, konstnären Dan Lestander,
- Hösten 1997: Konstnären Jan-Anders Eriksson, regissören Åsa Simma, dramatikern Elisabeth Heilman-Blind och musikern Lars Gulliksson
- Våren 1998: Konstnären Brita Weglin, konstnären Lena Stenberg, operaartisten Katarina Fallholm och författaren Hans Andersson
- Hösten 1998: Konstnären Lena Lahti, konstnären Marianne Öqvist, dansaren Kenneth Jansson och musikerna Dave Ave (David Lindgren och Aron Tideström)
- 1999: Kompositören Jan Sandström, författaren Katarina Kieri, poeten Mattias Alkberg och författaren Mikael Niemi, musikern Yana Sundgren Mangi, författaren Mattias Alkberg, konstnären Lennart Holmbom, konstnären Gudrun Söderholm och filmaren Christer Engberg
- 2000: Konstnären Britta Marakatt-Labba, författaren Ann-Marie Ljungberg, regissören Bror Astermo, dansaren Katarina Wennberg, musikern Kristoffer Åström, konstnären Bertil Sundstedt, konstnären Åsa Bergdahl och musikern Lisbeth Sandberg
- 2001: Regissören Pontus Wikström, manusförfattaren Boel Forssell, konstnären Lena Ylipää och musikern Manlio Hjelm-Giordano
- 2002: Poeten Peo Rask, författaren Maria Vedin, musikern Erling Fredriksson och konstnären Ricky Sandberg
- 2003: Konstnären och författaren Rose-Marie Huuva, författaren David Vikgren, operasångerskan Carina Henriksson och tonsättaren Johan Ramström
- 2004: Författaren Mona Mörtlund, dansaren Anna Vnuk, performanceartisten Pia Suonvieri och konstnären Christer Lövgren
- 2005: Konstnären Monica Edmondson, författaren Yngve Ryd, filmaren Anette Winblad och skådespelaren Kjell Morin
- 2006: Sångerskan Sofia Jannok, filmaren Magnus Fredriksson, författaren Cecilia Hansson och musikern Jenny Välitalo
- 2007: Konstnären Agneta Andersson, musikern Simon Marainen, konstnären AnnaSofia Mååg och musikern Mattias Kalander
- 2008: Författaren Joar Tiberg, författaren Ann-Helén Laestadius, konstnären Kerstin Hedström och musikern Markus Wargh
- 2009: Filmaren Ingela Lekfalk, manusförfattaren och filmaren Jonas Selberg Augustsén, musikern Gun Olofsson och konstnären Sara Edström
- 2010: Konstnären Randi Marainen, filmaren Mitra Sohrabian, skådespelaren Anton Raukola och dansaren Patrik Häggström
- 2011: Musikern Pia-Karin Helsing, dansaren Lisa Hennix, konstnären Klas Hällerstrand och konstnären Cecilia Enberg
- 2012: Skådespelerskan Anna Azcárate, författaren Lina Stoltz, musikern Christian Svarfvar och konstnären Liselott Wajstedt
- 2013: Musikern Marcus Fjellström, textilkonstnären Barbro Lomakka, ljus- och scenkonstnären Maria Ros Palmklint, och författaren Johanna Lindbäck
- 2014: Bildkonstnären Victoria Andersson, manusförfattaren Camilla Blomqvist, musikern Daniel Wikslund och dansaren Jouni Vesa
- 2015: Musikern Nicolai Dunger, dansaren Fanny Kivimäki, bild- och formkonstnären Magnus Svensson och dansaren Marie Wårell
- 2016: Författaren Elin Ruuth, musikern Jonna Löfgren, konstnären Anja Örn och dansaren Marcus Baldemar
- 2017: Dramatikern Rasmus Lindberg, poeten David Väyrynen, fotografen Anders Alm och filmaren Charlotta Lennartsdotter
- 2018: Konstnären Lotta Lampa, dansaren Linda Remahl, musikern Bo Selinder och konstnären Thomas Hämén
- 2019: Författaren Daniel Åberg, musikern Anna-Sofia Monroy, konstnären Anders Sunna och skådespelerskan Charlotte Lindmark
- 2020: Jenny Nordmark, bild- och formkonst, Vera Vinter, musik, Eva Svaneblom, dans, Jerry Carlsson, film
- 2021: Andreas R Andersson, bild- och formkonst, Zakarias Lekberg, musik, Linnea Axelsson, litteratur, Sven Björklund, teater
- 2022: Ida Isak Westerberg, bild- och formkonst, Mirja Palo, musik, Elin Anna Labba, litteratur, Jon Blåhed, film
- 2023: Linn Lindström, bild- och formkonst, Robert Hurula, musik, Magnus Västerbro, litteratur, Liv Aira, dans
- 2024: Erik Thörnqvist, bild- och formkonst, Sofia Rutbäck Eriksson, litteratur, Fredrik Hangasjärvi, musik, Josefin Şîlan Karlsson, scenpoesi